# Csillag Születik!
A Csillag Születik! az RTL 2007. november 3-án indult tehetségkutató műsora, melyben vers- és prózamondók, énekesek, zenészek, táncosok, humoristák, zsonglőrök, artisták és bűvészek mutathatják meg a tehetségüket. Minden produkció létrejöttét egy felkészítő csapat segíti. Minden produkció sorsáról a zsűri és a nézők szavazatai döntenek.

## Története
A Csillag Születik! első évada 2007. november 3-án indult az RTL-en. A tehetségkutató felhívásra több mint négyezren jelentkeztek, közülük a válogatásokon kétezer produkciót néztek meg a műsor készítői. A stáb az ország hat nagyvárosában és a határon túl öt helyszínen kereste a tehetségeket. A zsűri négy tagból állt: Fábry Sándor; Keleti Andrea; Falusi Mariann; Náray Tamás. A műsort Ördög Nóra és Stohl András vezette.
A válogatás két fordulóból állt, az elődöntőkbe 42, a középdöntőbe pedig 12 versenyző jutott tovább.
A Csillag Születik! második évada 2009-ben került megrendezésre. 2009. július 20-ig a következő hat kategóriában lehetett jelentkezni a műsorba: ének, zene, tánc, próza, humor és egyéb. A válogatások 2007-hez képest csak Budapesten folytak, ám más országból is lehetett jelentkezni. A résztvevőknek szeptember közepén élő adásban kellett bemutatniuk produkciójukat. A verseny zsűrije az első évadhoz képest megváltozott, a produkciókat Hernádi Judit, Fáy Miklós, Oroszlán Szonja és Szirtes Tamás értékelte és pontozta. A műsor házigazdái Ördög Nóra és Stohl András voltak. Az elődöntőkből 12 versenyző csapat jutott tovább.
A Csillag Születik! harmadik évadát Ördög Nóra az X-faktor 9. élő showában jelentette be, hogy 2011-ben indul a Csillag Születik harmadik évada. A jelentkezés 2010. december 11-én kezdődött meg. Április 2-án indult el a tehetségkutató új évada, ahol Ördög Nóra műsorvezető társa Nagy Sándor lett. A két középdöntő mindegyikében 12 versenyző szerepelt, de mindössze 4 versenyző jutott tovább a döntőkbe, ahol minden adásban egyvalaki esett ki.
A Csillag Születik! negyedik évadát. Ördög Nóra az X-faktor második évadának ötödik élő showában jelentette be, hogy 2012-ben jön a Csillag Születik! negyedik évada. A jelentkezés 2011. november 12-én kezdődött meg. A negyedik szezon első válogatója 2012. március 17-én került képernyőre. A negyedik szériában Ördög Nóra műsorvezetőtársa Lilu lett. Részben változott a műsor szerkezete is: az úgynevezett casting epizódokból a tavalyi három helyett négyet sugároztak. Ezután egy ötödik adás is volt, egy afféle középdöntő, ahol a válogatók során kiemelt 72 versenyző közül juttatott tovább a zsűri tizenkettőt: az élő adásokban már csak ők szerepelhettek. A műsor megújult zsűrije: az újjrázó Hernádi Judit, Pokorny Lia, Hajós András és Puzsér Róbert.
A 2013-as X-Faktor ötödik élő showában jelentették be, hogy 2014-ben ismét indul a Csillag Születik!. A jelentkezés 2013. november 9-én kezdődött meg. 2014 februárjában a csatorna úgy döntött, hogy a kevés tehetséges jelentkező miatt nem indítja el a műsort.
A negyedik évad óta a műsor szüneten van, és mivel az RTL megvette a Got Talent licenszét, amely egy hasonló jellegű műsor, nem valószínű, hogy valaha is folytatódik a műsor.
A Csillag Születik! ötödik évadát az X-Faktor 12. évadának döntőjében, 2024. december 7-én jelentette be a műsor két műsorvezetője, Miller Dávid és Pápai Joci, egyúttal a jelentkezés is elindult. 

## Évadok
| Évad          | Adások száma | Sugárzás          | Sugárzás           | Győztes             | Győztes produkció | Műsorvezető   | Műsorvezető      | Zsűri        | Zsűri         | Zsűri         | Zsűri           | Forgatás helyszín            |
| Évad          | Adások száma | Kezdet            | Finálé             | Győztes             | Győztes produkció | Műsorvezető   | Műsorvezető      | Zsűri        | Zsűri         | Zsűri         | Zsűri           | Forgatás helyszín            |
| ------------- | ------------ | ----------------- | ------------------ | ------------------- | ----------------- | ------------- | ---------------- | ------------ | ------------- | ------------- | --------------- | ---------------------------- |
| Első évad     | 8            | 2007. november 3. | 2007. december 22. | Utasi Árpi          | mesemondás        | Ördög Nóra    | Stohl András     | Fábry Sándor | Keleti Andrea | Náray Tamás   | Falusi Mariann  | RTL Stúdiók, Tétény Irodaház |
| Második évad  | 11           | 2009. október 10. | 2009. december 19. | Tabáni István       | ének              | Ördög Nóra    | Stohl András     | Fáy Miklós   | Hernádi Judit | Szirtes Tamás | Oroszlán Szonja | RTL Stúdiók, Tétény Irodaház |
| Harmadik évad | 10           | 2011. április 2.  | 2011. június 4.    | László Attila       | ének              | Ördög Nóra    | Nagy Sándor      | Fáy Miklós   | Hernádi Judit | Szirtes Tamás | Oroszlán Szonja | RTL Stúdiók, Tétény Irodaház |
| Negyedik évad | 11           | 2012. március 17. | 2012. június 2.    | Mészáros János Elek | ének              | Ördög Nóra    | Kovalcsik Ildikó | Hajós András | Hernádi Judit | Puzsér Róbert | Pokorny Lia     | RTL Stúdiók, Tétény Irodaház |
| Ötödik évad   | ?            | 2025. ősz         | 2025.              | ?                   | ?                 | Istenes Bence | Puskás Péter     | ByeAlex      | Köllő Babett  | Molnár Áron   | Geszti Péter    | RTL Stúdiók, Tétény Irodaház |

## A zsűri és a műsorvezetők
– Mentor/Műsorvezető
| Név             | Évad        | Évad        | Évad        | Évad        | Évad        |
| Név             | 1.          | 2.          | 3.          | 4.          | 5.          |
| Műsorvezető     | Műsorvezető | Műsorvezető | Műsorvezető | Műsorvezető | Műsorvezető |
| --------------- | ----------- | ----------- | ----------- | ----------- | ----------- |
| Istenes Bence   |             |             |             |             |             |
| Puskás Péter    |             |             |             |             |             |
| Ördög Nóra      |             |             |             |             |             |
| Lilu            |             |             |             |             |             |
| Nagy Sándor     |             |             |             |             |             |
| Stohl András    |             |             |             |             |             |
| Zsűritagok      |             |             |             |             |             |
| ByeAlex         |             |             |             |             |             |
| Molnár Áron     |             |             |             |             |             |
| Köllő Babett    |             |             |             |             |             |
| Geszti Péter    |             |             |             |             |             |
| Hernádi Judit   |             |             |             |             |             |
| Hajós András    |             |             |             |             |             |
| Pokorny Lia     |             |             |             |             |             |
| Puzsér Róbert   |             |             |             |             |             |
| Fáy Miklós      |             |             |             |             |             |
| Oroszlán Szonja |             |             |             |             |             |
| Szirtes Tamás   |             |             |             |             |             |
| Falusi Mariann  |             |             |             |             |             |
| Fábry Sándor    |             |             |             |             |             |
| Keleti Andrea   |             |             |             |             |             |
| Náray Tamás     |             |             |             |             |             |

## Versenyzők
| Hely. | Évadok                                        | Évadok                                   | Évadok | Évadok                                       | Évadok |
| Hely. | Első                                          | Második                                  | Harmadik | Negyedik                                     | Ötödik |
| ----- | --------------------------------------------- | ---------------------------------------- | --- | -------------------------------------------- | ------ |
| 1.    | Utasi Árpád                                   | Tabáni István                            | László Attila | Mészáros János Elek                          |        |
| 2.    | 4 For Dance Bíró Gergely Kovácsovics Fruzsina | Csikó Szabolcs Vásáry André Veres Róbert | Appril project Krizbai Teca Szabó Ádám | Quantum XXL Szirota Jennifer                 |        |
| 3.    | 4 For Dance Bíró Gergely Kovácsovics Fruzsina | Csikó Szabolcs Vásáry André Veres Róbert | Appril project Krizbai Teca Szabó Ádám | Quantum XXL Szirota Jennifer                 |        |
| 4.    | 4 For Dance Bíró Gergely Kovácsovics Fruzsina | Csikó Szabolcs Vásáry André Veres Róbert | Appril project Krizbai Teca Szabó Ádám | Juhász Marcell                               |        |
| 5.    | Kocsis Tibor Polyák Rita                      | Bad Boyz Kutyakölykök                    | Gomes Martins Klaudia | Németh Zoltán „Plazma”                       |        |
| 6.    | Kocsis Tibor Polyák Rita                      | Bad Boyz Kutyakölykök                    | Everdance | Prügyi duó                                   |        |
| 7.    | Black Time Janicsák Veca                      | Brasch Bence Horváth Tamás               | Timi Chen | In Diretta The Immigrants                    |        |
| 8.    | Black Time Janicsák Veca                      | Brasch Bence Horváth Tamás               | Mr. Joe | In Diretta The Immigrants                    |        |
| 9.    | Lakatos Zoltán és Rostás Viktor Rontó Kitty   | Strokes Szatmár Kamara táncegyüttes      | Abovo Crew Belső Csaba Búzás Viktor Czemende zenekar Csemer Boglárka Erős Dávid Farkas György Gyula „Gyufa” Habodász István Indygo Kossuth Gergő Molnár Szabolcs Nagy-Kuthy Zoltán és Kuthy Mercédesz Párkányi Kolos Paróczi Lénárd és Dévényi Bálint That’s All B-Boys Flava Virtuoso Együttes | Molnár József és Vízi Imre Negyela Bernadett |        |
| 10.   | Lakatos Zoltán és Rostás Viktor Rontó Kitty   | Strokes Szatmár Kamara táncegyüttes      | Abovo Crew Belső Csaba Búzás Viktor Czemende zenekar Csemer Boglárka Erős Dávid Farkas György Gyula „Gyufa” Habodász István Indygo Kossuth Gergő Molnár Szabolcs Nagy-Kuthy Zoltán és Kuthy Mercédesz Párkányi Kolos Paróczi Lénárd és Dévényi Bálint That’s All B-Boys Flava Virtuoso Együttes | Molnár József és Vízi Imre Negyela Bernadett |        |
| 11.   | Pál Zoltán Toldi Viktória                     | Varga Viktor Végvári Eszter              | Abovo Crew Belső Csaba Búzás Viktor Czemende zenekar Csemer Boglárka Erős Dávid Farkas György Gyula „Gyufa” Habodász István Indygo Kossuth Gergő Molnár Szabolcs Nagy-Kuthy Zoltán és Kuthy Mercédesz Párkányi Kolos Paróczi Lénárd és Dévényi Bálint That’s All B-Boys Flava Virtuoso Együttes | Kővári Máté Latin Carneval                   |        |
| 12.   | Pál Zoltán Toldi Viktória                     | Varga Viktor Végvári Eszter              | Abovo Crew Belső Csaba Búzás Viktor Czemende zenekar Csemer Boglárka Erős Dávid Farkas György Gyula „Gyufa” Habodász István Indygo Kossuth Gergő Molnár Szabolcs Nagy-Kuthy Zoltán és Kuthy Mercédesz Párkányi Kolos Paróczi Lénárd és Dévényi Bálint That’s All B-Boys Flava Virtuoso Együttes | Kővári Máté Latin Carneval                   |        |
| 13.   |                                               |                                          | Abovo Crew Belső Csaba Búzás Viktor Czemende zenekar Csemer Boglárka Erős Dávid Farkas György Gyula „Gyufa” Habodász István Indygo Kossuth Gergő Molnár Szabolcs Nagy-Kuthy Zoltán és Kuthy Mercédesz Párkányi Kolos Paróczi Lénárd és Dévényi Bálint That’s All B-Boys Flava Virtuoso Együttes |                                              |        |
| 14.   |                                               |                                          | Abovo Crew Belső Csaba Búzás Viktor Czemende zenekar Csemer Boglárka Erős Dávid Farkas György Gyula „Gyufa” Habodász István Indygo Kossuth Gergő Molnár Szabolcs Nagy-Kuthy Zoltán és Kuthy Mercédesz Párkányi Kolos Paróczi Lénárd és Dévényi Bálint That’s All B-Boys Flava Virtuoso Együttes |                                              |        |
| 15.   |                                               |                                          | Abovo Crew Belső Csaba Búzás Viktor Czemende zenekar Csemer Boglárka Erős Dávid Farkas György Gyula „Gyufa” Habodász István Indygo Kossuth Gergő Molnár Szabolcs Nagy-Kuthy Zoltán és Kuthy Mercédesz Párkányi Kolos Paróczi Lénárd és Dévényi Bálint That’s All B-Boys Flava Virtuoso Együttes |                                              |        |
| 16.   |                                               |                                          | Abovo Crew Belső Csaba Búzás Viktor Czemende zenekar Csemer Boglárka Erős Dávid Farkas György Gyula „Gyufa” Habodász István Indygo Kossuth Gergő Molnár Szabolcs Nagy-Kuthy Zoltán és Kuthy Mercédesz Párkányi Kolos Paróczi Lénárd és Dévényi Bálint That’s All B-Boys Flava Virtuoso Együttes |                                              |        |
| 17.   |                                               |                                          | Abovo Crew Belső Csaba Búzás Viktor Czemende zenekar Csemer Boglárka Erős Dávid Farkas György Gyula „Gyufa” Habodász István Indygo Kossuth Gergő Molnár Szabolcs Nagy-Kuthy Zoltán és Kuthy Mercédesz Párkányi Kolos Paróczi Lénárd és Dévényi Bálint That’s All B-Boys Flava Virtuoso Együttes |                                              |        |
| 18.   |                                               |                                          | Abovo Crew Belső Csaba Búzás Viktor Czemende zenekar Csemer Boglárka Erős Dávid Farkas György Gyula „Gyufa” Habodász István Indygo Kossuth Gergő Molnár Szabolcs Nagy-Kuthy Zoltán és Kuthy Mercédesz Párkányi Kolos Paróczi Lénárd és Dévényi Bálint That’s All B-Boys Flava Virtuoso Együttes |                                              |        |
| 19.   |                                               |                                          | Abovo Crew Belső Csaba Búzás Viktor Czemende zenekar Csemer Boglárka Erős Dávid Farkas György Gyula „Gyufa” Habodász István Indygo Kossuth Gergő Molnár Szabolcs Nagy-Kuthy Zoltán és Kuthy Mercédesz Párkányi Kolos Paróczi Lénárd és Dévényi Bálint That’s All B-Boys Flava Virtuoso Együttes |                                              |        |
| 20.   |                                               |                                          | Abovo Crew Belső Csaba Búzás Viktor Czemende zenekar Csemer Boglárka Erős Dávid Farkas György Gyula „Gyufa” Habodász István Indygo Kossuth Gergő Molnár Szabolcs Nagy-Kuthy Zoltán és Kuthy Mercédesz Párkányi Kolos Paróczi Lénárd és Dévényi Bálint That’s All B-Boys Flava Virtuoso Együttes |                                              |        |
| 21.   |                                               |                                          | Abovo Crew Belső Csaba Búzás Viktor Czemende zenekar Csemer Boglárka Erős Dávid Farkas György Gyula „Gyufa” Habodász István Indygo Kossuth Gergő Molnár Szabolcs Nagy-Kuthy Zoltán és Kuthy Mercédesz Párkányi Kolos Paróczi Lénárd és Dévényi Bálint That’s All B-Boys Flava Virtuoso Együttes |                                              |        |
| 22.   |                                               |                                          | Abovo Crew Belső Csaba Búzás Viktor Czemende zenekar Csemer Boglárka Erős Dávid Farkas György Gyula „Gyufa” Habodász István Indygo Kossuth Gergő Molnár Szabolcs Nagy-Kuthy Zoltán és Kuthy Mercédesz Párkányi Kolos Paróczi Lénárd és Dévényi Bálint That’s All B-Boys Flava Virtuoso Együttes |                                              |        |